# Gardenia dacryoides
Gardenia dacryoides är en måreväxtart som beskrevs av Allan Cunningham och Christopher Francis Puttock. Gardenia dacryoides ingår i släktet Gardenia och familjen måreväxter. Inga underarter finns listade i Catalogue of Life.